# Imperial Palace Hotel and Casino
Imperial Palace Hotel and Casino – hotel i kasyno, położony przy bulwarze Las Vegas Strip w Paradise, w stanie Nevada. Stanowi własność korporacji Caesars Imperial Palace Corporation, oddziału Caesars Entertainment Corporation.

## Historia
W latach 1959–1979 obiekt nosił nazwę Flamingo Capri, jednak w listopadzie 1979 roku, jego nowy właściciel Ralph Engelstad przemianował go na Imperial Palace. Jednocześnie zmieniono styl tematyczny kompleksu na inspirowany kulturą, sztuką i architekturą azjatycką. Wraz ze śmiercią Engelstada w 2002 roku, prawa własnościowe do obiektu weszły w posiadanie Ralph Engelstad and Betty Engelstad Trust.
W czerwcu 1980 roku w Imperial otwarty został teatr Imperial Theatre z 850 miejscami. Z kolei rok później do użytku została oddana pierwsza z 19-kondygnacyjnych wież hotelowych. W tym samym okresie w budynku powstało swego rodzaju muzeum z kolekcją samochodów, umiejscowione na piątym piętrze parkingu. Druga wieża powstała w sierpniu 1982 roku i zwiększyła liczbę pokoi hotelowych do 1500. W 1986 roku otwarto trzecią wieżę, liczącą kolejnych 600 apartamentów. Poza tym zwiększono wielkość kasyna oraz powierzchni konferencyjnej. Kolejne ekspansje budynku w latach 1987-1989 objęły czwartą wieżę z 547 pokojami, nowy basen, sztuczny wodospad, spa, klub nocny, centrum fitnessu i kompleks biurowy. W 1993 roku na terenie Imperial funkcjonował również całodobowy gabinet medyczny, dostępny dla gości oraz pracowników.
22 sierpnia 2005 roku korporacja Harrah’s ogłosiła plany wykupu kompleksu; transakcja została sfinalizowana 23 grudnia 2005 roku.
Podczas konferencji z inwestorami, która odbyła się 20 listopada 2005 roku, prezes Harrah’s, Gary Loveman, powiedział, że Imperial Palace i sąsiedni O’Sheas będą potrzebowały silnych modyfikacji lub nawet likwidacji, by „zrobić miejsce” dla ekspansji innych obiektów Harrah’s przy Strip, a głównie Flamingo. Jednak ostatecznie korporacja zdecydowała się zainwestować w oba hotele. W lipcu 2009 roku przedstawiciele Harrah’s przedstawili nowe plany dotyczące przyszłości Imperial Palace, O’Shea's oraz Flamingo, potwierdzając jednocześnie, że Imperial Palace nie zostanie zburzony.

### Imperial Palace w mediach
- W filmie Austin Powers: Agent specjalnej troski, postać Alotty Faginy mieszka w Imperial Palace.
- Imperial Palace pojawia się w grze Grand Theft Auto: San Andreas jako The Four Dragons Casino.

## Atrakcje

### Kolekcja samochodów

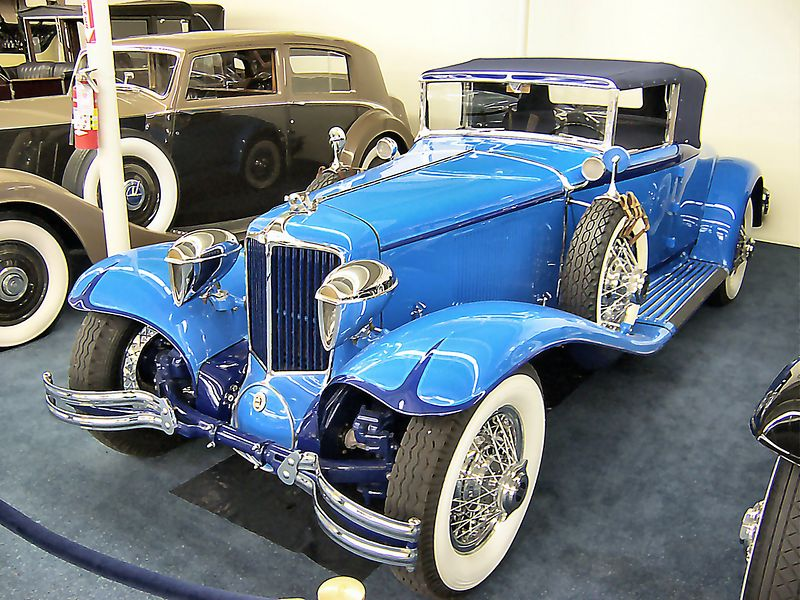
Cord L-29 z 1930 roku, część kolekcji samochodów w Imperial Palace

Kolekcja samochodów w Imperial Palace stanowi największy tego typu zbiór aut na świecie, z modelami wartymi łącznie ponad 100 milionów dolarów. W sumie, kolekcja obejmuje około 250 antycznych, klasycznych i ważnych historycznie samochodów, z których większość wystawiona jest na sprzedaż.

### Produkcje sceniczne
Musical Legends in Concert, zapoczątkowany w Imperial, jest jedną z najdłużej wystawianych produkcji scenicznych w Las Vegas. W 2009 roku został jednak przeniesiony do Harrah’s.
Obecnie, sześć razy w tygodniu, w Imperial wystawiana jest Human Nature Smokeya Robinsona.